# Élections législatives niuéennes de 1993
Des élections législatives ont lieu à Niué le 27 février 1993.

## Système politique et électoral
Pays composé d'une unique île polynésienne, Niué est un État de facto indépendant, en libre association avec la Nouvelle-Zélande, qui conserve de jure la souveraineté sur l'île. En pratique, il n'y a pas d'ingérence néo-zélandaise dans les affaires niuéennes. Niué est une démocratie parlementaire fondée sur le modèle de Westminster.
Le Fono Ekepule est un parlement monocaméral composé de 20 députés élus pour trois ans selon un mode de scrutin mixte. Le pays compte quatorze circonscriptions électorales, élisant chacune un député. Chaque village niuéen correspond à une circonscription, à l'exception de la capitale, Alofi, qui est scindée en deux d'entre elles. Pour ces quatorze sièges, l'élection s'effectue au scrutin uninominal majoritaire à un tour, hérité du modèle britannique. Pour l'attribution des six autres sièges, les électeurs (soit tout résident permanent âgé d'au moins 18 ans) sélectionnent six noms parmi une liste de candidats. Ces sièges sont ainsi attribués via un mode de scrutin plurinominal majoritaire à un tour : les six candidats ayant reçu le plus de voix sont élus.

## Contexte
Le gouvernement de Sir Robert Rex a conservé sa majorité parlementaire à toutes les élections de l'indépendance du pays en 1974 jusqu'en 1990. À l'issue des élections de 1990, le Premier ministre Rex parvient à forger une courte majorité parlementaire, et est reconduit à la direction du gouvernement pour la dernière fois. Il meurt dans l'exercice de ses fonctions en décembre 1992, après avoir annoncé qu'il se retirerait de la vie politique en 1993 en raison d'une longue maladie. Young Vivian, son ministre des Finances et compagnon politique de la première heure (mais ayant un temps rejoint l'opposition dans les années 1980), est élu Premier ministre à sa succession par le Parlement le 22 décembre, dans l'intérim avant les élections de 1993,.
Le Premier ministre nouvellement élu, qui mène un groupe de députés sans étiquette et issus du Parti du peuple niuéen, affronte le groupe s'appelant « la Génération à venir » (en niuéen, Atuhau Tupuhake ; en anglais, The Coming Generation), mené par Sani Lakatani. Le gouvernement sortant est contraint de défendre son bilan dans un contexte économique difficile ; en sa qualité de ministre des Finances, Young Vivian avait échoué en novembre 1992 à faire adopter une hausse de 5 % de la taxe sur la valeur ajoutée pour compenser une baisse de l'impôt sur le revenu et une hausse des pensions de retraite et des aides financières aux familles.

## Candidatures
Vingt-quatre candidats, un record, se présentent pour les six sièges pourvus au scrutin national. Dans cinq des neuf circonscriptions (villages), il y a un seul candidat, qui est donc officiellement élu. John Rex, fils cadet de Robert Rex, affronte trois autres candidats dans la circonscription laissée vacante par son père, Alofi-sud. La veuve de Robert Rex, Patricia Rex, et leur fils Robert Rex Junior sont candidats à leur propre réélection au scrutin national.

## Résultats
Les résultats complets ne sont pas connus. Les résultats connus sont les suivants,, :

### Scrutin national
| Candidat                | Voix | %   | Résultat | Remarques |
| ----------------------- | ---- | --- | -------- | --- |
| Michael Jackson         | 543  |     | élu      | Candidat pour la première fois. Candidat le mieux élu de ce scrutin. Ancien imprimeur pour le compte du gouvernement, licencié pour des raisons budgétaires et devenu à son propre compte « le seul imprimeur du pays ». |
| Terry Coe               |      |     | élu      | Obtient le troisième plus grand nombre de voix. Première élection. Professeur principale de la seule école secondaire du pays. Premier palagi (blanc) élu au Parlement de Niue.                                          |
| O'love Jacobsen         |      |     | réélue   | Figure majeure de l'opposition sortante. |
| Sani Lakatani           |      |     | réélu    | Chef du groupe « la Génération à venir ». |
| Poni Kapaga             |      |     | élu      | Élu pour la première fois. Membre du groupe « la Génération à venir ». Pasteur et propriétaire d'une compagnie d'autobus.                                                                                                |
| Robert Rex Junior       |      |     | réélu    | Réélu « de justesse ». |
| Lady Patricia Rex       |      |     |          | sortante battue |
| Fisa Pihigia            |      |     |          | sortant battu |
| Terry Chapman (en)      |      |     |          | Haut fonctionnaire, l'un des auteurs de la Constitution de Niué et négociateur de l'indépendance du pays ; longtemps secrétaire du gouvernement. Première candidature à l'Assemblée ; non-élu (termine 8e).              |
| quinze autres candidats |      |     |          | |
|                         |      |     |          | |
| Total des voix          |      | 100 | -        | |
|                         |      |     |          | |
| Suffrages exprimés      |      |     |          | |
| Votes blancs et nuls    |      |     |          | |
| Total des votants       |      | 100 |          | |
| Abstention              |      | 9   |          | |
| Inscrits/Participation  |      | 91  |          | |

### Par circonscription
| Circonscription | Candidats              | Votes | %    | Résultat                                                                 |  |  |
| --------------- | ---------------------- | ----- | ---- | ------------------------------------------------------------------------ |  |  |
|                 |                        |       |      |                                                                          |  |  |
| Alofi-nord      | Frank Lui              |       |      | réélu                                                                    |  |  |
| Alofi-nord      | autre(s) candidat(s)   |       |      |                                                                          |  |  |
| Alofi-nord      | Votes blancs ou nuls   | -     |      |                                                                          |  |  |
| Alofi-nord      | Total                  |       | 100  |                                                                          |  |  |
|                 |                        |       |      |                                                                          |  |  |
| Alofi-sud       | Tukala Hekau           |       |      | élu                                                                      |  |  |
| Alofi-sud       | John Rex               |       | 13 % |                                                                          |  |  |
| Alofi-sud       | deux autres candidats  |       |      |                                                                          |  |  |
| Alofi-sud       | Votes blancs ou nuls   |       |      |                                                                          |  |  |
| Total           |                        | 100   |      |                                                                          |  |  |
|                 |                        |       |      |                                                                          |  |  |
| Avatele         | Aokuso Pavihi          |       |      | réélu (au tirage au sort, étant arrivé à égalité avec un autre candidat) |  |  |
| Avatele         | Votes blancs ou nuls   |       | –    |                                                                          |  |  |
| Avatele         | Total                  |       | 100  |                                                                          |  |  |
| Avatele         |                        |       |      |                                                                          |  |  |
| Hakupu          | Young Vivian           |       |      | réélu                                                                    |  |  |
| Hakupu          | autre(s) candidat(s)   |       |      |                                                                          |  |  |
| Hakupu          | Votes blancs ou nuls   |       |      |                                                                          |  |  |
| Hakupu          | Total                  |       | 100  |                                                                          |  |  |
|                 |                        |       |      |                                                                          |  |  |
| Hikutavake      | Opili Talafasi         | 36    |      | réélu                                                                    |  |  |
| Hikutavake      | Lagaloga Mitikose      | 9     |      |                                                                          |  |  |
| Hikutavake      | Votes blancs ou nuls   |       | –    |                                                                          |  |  |
| Hikutavake      | Total                  |       | 100  |                                                                          |  |  |
|                 |                        |       |      |                                                                          |  |  |
| Lakepa          | résultat inconnu       |       |      |                                                                          |  |  |
| Lakepa          | Votes blancs ou nuls   |       | –    |                                                                          |  |  |
| Lakepa          | Total                  |       | 100  |                                                                          |  |  |
| Lakepa          |                        |       |      |                                                                          |  |  |
| Liku            | Pokotoa Sipeli         |       |      | élu                                                                      |  |  |
| Liku            | Votes blancs ou nuls   |       | –    |                                                                          |  |  |
| Liku            | Total                  |       | 100  |                                                                          |  |  |
| Liku            |                        |       |      |                                                                          |  |  |
| Makefu          | Uluvili Tohovaka       |       |      | réélu                                                                    |  |  |
| Makefu          | Votes blancs ou nuls   |       | –    |                                                                          |  |  |
| Makefu          | Total                  |       | 100  |                                                                          |  |  |
| Makefu          |                        |       |      |                                                                          |  |  |
| Mutalau         | Hafe Vilitama          |       |      | réélu                                                                    |  |  |
| Mutalau         | Votes blancs ou nuls   |       |      |                                                                          |  |  |
| Mutalau         | Total                  |       |      |                                                                          |  |  |
| Mutalau         |                        |       |      |                                                                          |  |  |
| Namukulu        | Jack Lipitoa           |       |      | réélu (ou reconduit ?)                                                   |  |  |
| Namukulu        | Votes blancs ou nuls   |       |      |                                                                          |  |  |
| Namukulu        | Total                  |       |      |                                                                          |  |  |
| Namukulu        |                        |       |      |                                                                          |  |  |
| Tamakautoga     | Ikifotu Manamana       |       |      | élu                                                                      |  |  |
| Tamakautoga     | Votes blancs ou nuls   |       | –    |                                                                          |  |  |
| Tamakautoga     | Total                  |       | 100  |                                                                          |  |  |
| Tamakautoga     |                        |       |      |                                                                          |  |  |
| Toi             | Dion Taufitu           |       |      | réélu                                                                    |  |  |
| Toi             | Votes blancs ou nuls   |       |      |                                                                          |  |  |
| Toi             | Total                  |       | 100  |                                                                          |  |  |
| Toi             |                        |       |      |                                                                          |  |  |
| Tuapa           | Tama Posimani          |       |      | élu (ou réélu ou reconduit ?)                                            |  |  |
| Tuapa           | autre(s) candidat(s) ? |       |      |                                                                          |  |  |
| Tuapa           | Votes blancs ou nuls   |       |      |                                                                          |  |  |
| Tuapa           | Total                  |       | 100  |                                                                          |  |  |
|                 |                        |       |      |                                                                          |  |  |
| Vaiea           | Talaititama Talaiti    |       |      | élu (sans adversaire)                                                    |  |  |
| Vaiea           | Votes blancs ou nuls   |       |      |                                                                          |  |  |
| Vaiea           | Total                  |       | -    |                                                                          |  |  |

## Formation du gouvernement
Lors de sa première séance le 12 mars, l'Assemblée élit Frank Lui au poste de Premier ministre, par onze voix contre neuf pour Young Vivian. O'love Jacobsen, Terry Coe et Sani Lakatani sont les députés intégrés comme ministres à son gouvernement,.

## Suites
Membre de la nouvelle majorité parlementaire mas dépité de ne s'être pas vu proposé de poste de ministre, Tama Posimani démissionne en mai de sa fonction de député de Tuapa. L'élection partielle qui s'ensuit est remportée par un candidat d'opposition, Fisa Pihigia, privant le gouvernement Lui de sa courte majorité absolue au Parlement. En mars 1994, Young Vivian dépose ainsi au Parlement une motion de défiance contre le gouvernement. Frank Lui parvient toutefois à attirer dans son camp des députés de l'opposition, et la motion de défiance échoue par sept voix contre treize, signifiant que le gouvernement Lui dispose de la majorité parlementaire nécessaire pour gouverner.